# Sebastiaan Bornauw
Sebastiaan Bornauw (* 22. března 1999) je belgický profesionální fotbalista, který hraje na pozici středního obránce za německý klub VfL Wolfsburg a belgický národní tým.

## Klubová kariéra

### Anderlecht
Bornauw debutoval v dresu Anderlechtu 28. července 2018 ve věku 19 let při výhře 4:1 nad Kortrijkem. Odehrál celý zápas. Bornauw se i přes svůj mladý věk stal klíčovým obráncem Anderlechtu. Celkem odehrál 24 ligových zápasů a ve své debutové sezóně vstřelil jeden gól.

### 1. FC Köln
Dne 6. srpna 2019 se Bornauw připojil ke klubu 1. FC Köln, kde podepsal pětiletou smlouvu. Svůj první bundesligový gól vstřelil 20. října 2019 proti SC Paderborn. Ve své první sezóně v 1. FC Köln se Bornauw prosadil jako pravidelný hráč základní sestavy a stal se klíčovým hráčem klubu.

### VfL Wolfsburg
Dne 16. července 2021 Kolín nad Rýnem oznámil, že Bornauw přestoupil do VfL Wolfsburg, kde podepsal smlouvu do roku 2026. Svůj první gól za Wolfsburg vstřelil 26. února 2022 při remíze 2:2 s Borussií Mönchengladbach.

## Reprezentační kariéra
Bornauw debutoval v belgické fotbalové reprezentaci při přátelské remíze 1:1 s Pobřežím slonoviny 8. října 2020.